# Tazovszkiji járás
A Tazovszkiji járás (oroszul Тазовский район [Tazovszkij rajon], nyenyecül Тасу’ Ява") Oroszország egyik közigazgatási egysége a Jamali Nyenyecföldön. Székhelye Tazovszkij.

## Népesség
- 1989-ben 18 515 lakosa volt.
- 2002-ben 15 600 lakosa volt, melynek 43%-a nyenyec.
- 2010-ben 16 537 lakosa volt, melynek 54,3%-a nyenyec.